# Animalization
Animalization es el cuarto álbum de estudio de la banda de rock británica The Animals, publicado en los Estados Unidos en 1966. Su lista de canciones es relativamente similar a la versión del álbum publicada para el Reino Unido, titulada Animalisms. El álbum, que alcanzó la posición #20 en la lista Billboard 200, incluyó tres sencillos que lograron ingresar en el Top 40 estadounidense.

## Lista de canciones

### Lado A
1. "Don't Bring Me Down" (Gerry Goffin, Carole King) – 3:13
2. "One Monkey Don't Stop No Show" (Joe Tex) – 3:20
3. "You're On My Mind" (Eric Burdon, Dave Rowberry) – 2:54
4. "Cheating" (Burdon, Chandler) – 2:23
5. "She'll Return It" (Barry Jenkins, Rowberry, Burdon, Chas Chandler, Hilton Valentine) – 2:47  (Not listed on album back cover)
6. "Inside-Looking Out" (John Avery Lomax, Alan Lomax, Burdon, Chandler) – 3:47

### Lado B
1. "See See Rider" (Ma Rainey) - 3:58
2. "Gin House Blues" (Henry Troy, Fletcher Henderson) - 4:37
3. "Maudie" (John Lee Hooker) - 4:03
4. "What Am I Living For" (Fred Jay, Art Harris) - 3:12
5. "Sweet Little Sixteen" (Chuck Berry) - 3:07
6. "I Put a Spell on You" (Screamin' Jay Hawkins) - 2:55

## Créditos
- Eric Burdon – voz
- Dave Rowberry – teclados
- Hilton Valentine – guitarra
- Chas Chandler – bajo
- John Steel – batería
- Barry Jenkins - batería en "Don't Bring Me Down", "Cheating", "See See Rider" y "She'll Return It"